# Kościół Wniebowzięcia Najświętszej Marii Panny w Zalesiu
Kościół Wniebowzięcia Najświętszej Marii Panny w Zalesiu (ukr. Костел Небовзяття Пресвятої Діви Марії) – rzymskokatolicki kościół we wsi Zalesie, w rejonie czortkowskim obwodu tarnopolskiego na Ukrainie.
Kościół jest murowany, jednonawowy, jego architektura ma cechy neogotyckie. Fasada jest zwieńczona trójkątnym szczytem z dwuspadowym dachem i czworokątną wieżyczką. Nad głównym wejściem znajduje się okno.

## Historia

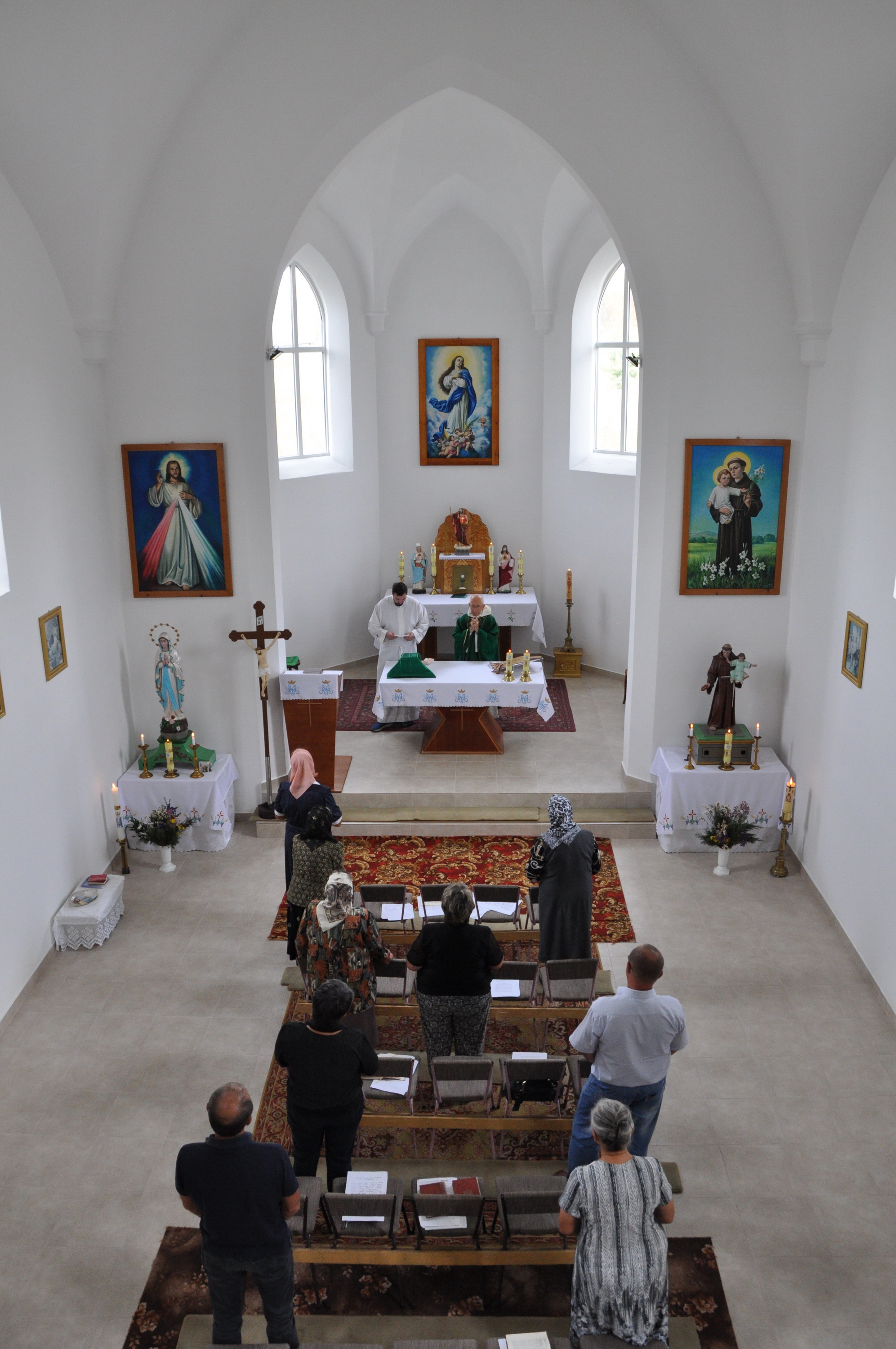
Wnętrze kościoła

Pierwsze wzmianki o społeczności rzymskokatolickiej we wsi Zalesie pochodzą z XVII w. Przed II wojną światową tutejsi katolicy łacińscy należeli do parafii św. Anny w miejscowości Jezierzany. W 1894 r. wybudowano tu kościół filialny.
W czasach sowieckich kościół nie funkcjonował jako obiekt kultowy, lecz służył jako spichlerz, a później jako sala gimnastyczna.
W 1991 r. świątynię zwrócono wspólnocie rzymskokatolickiej.
Do niedawna parafię obsługiwali ojcowie michaelici, a obecnie ojcowie dominikanie.